# Pescantina
Pescantina es una localidad y comune italiana de la provincia de Verona, región de Véneto, con 15.773 habitantes.

## Evolución demográfica
| Gráfica de evolución demográfica de Pescantina entre 1861 y 2001 |
|                                                                  |
| Fuente ISTAT - elaboración gráfica de Wikipedia                  |